# Anne Bous
Anne Bous (* 1941 in Honnef; † 1980) war eine deutsche Zeichnerin und Illustratorin, die vor allem durch Kinderbuchillustrationen bekannt wurde.

## Leben
Anne Bous studierte an der Werkkunstschule Wuppertal. Anfang der 1970er Jahre gehörte sie zu den ersten Künstlern, die Hans-Joachim Gelberg für die Kinderbücher des Beltz-Verlages in Weinheim gewann. 
Sie illustrierte den Gedichtband Gorilla, ärgere dich nicht!  von Josef Guggenmos mit 30 Bleistiftzeichnungen. Die Illustrationen in Schwarz-Weiß waren ursprünglich eine Kostenüberlegung, wurden jedoch schnell zu Anne Bous persönlichem Stil. Bis zu ihrem Tod im Jahre 1980 schuf sie Bleistift- und Feder-Zeichnungen für viele Bücher von Beltz & Gelberg u. a. auch Bücher von Juri Korinetz. Eine besondere Stellung nehmen ihre Illustrationen zur Nonsense-Geschichte The story of the four little children, who went round the world von Edward Lear ein.